# Sihubu Raya
Sihubu Raya is een bestuurslaag in het regentschap Simalungun van de provincie Noord-Sumatra, Indonesië. Sihubu Raya telt 495 inwoners (volkstelling 2010).